# Revalsche Post-Zeitung
Revalsche Post-Zeitung foi um jornal de língua alemã publicado de 1689 a 1710 em Tallinn, na Estónia. Este foi o primeiro jornal de Tallinn. 
Entre 1699 e 1710 o jornal usava o nome "Revalische Post-Zeitung".
Entre 1697 e 1707, o editor do jornal foi Carl Philipp Grubb(e).
Dos cerca de 2.200 números, 144 estão preservados até hoje.